# Bundesverband Deutscher Film-Autoren
Der Bundesverband Deutscher Film-Autoren e. V. (kurz: BDFA) ist ein Dachverband der nichtkommerziellen Filmer in Deutschland. Er vereint etwa 1700 Mitglieder, die entweder einem von rund 85 Film- und Videoclubs oder dem BDFA als Einzelmitglieder direkt angehören. Der BDFA ist Mitglied der Union Internationale du Cinéma (UNICA), die ihrerseits dem Conseil International du Cinéma et de la Télévision (C.I.C.T.) der UNESCO angeschlossen ist.

## Geschichte

### Von den Anfängen bis 1933
Mit der Entstehung des Films gegen Ende des 19. Jahrhunderts gab es – wie in vielen anderen Ländern – auch in Deutschland Menschen, die sich mit dem damals noch neuen Medium nicht als beruflichen oder kommerziellen Interessen heraus beschäftigten, sondern die Gestaltung von Filmen als Liebhaberei betrieben. Um das Jahr 1925 bildete sich in Deutschland eine erste Gemeinschaft solcher Filmamateure. Ihr Ziel war es, sich gegenseitig bei ihren Filmvorhaben zu unterstützen und die Ergebnisse auszutauschen bzw. gegenseitig vorzuführen. Um diesem Zweck auch eine mediale Plattform zu geben, erschien ab 1927 die Zeitschrift Film für alle.
Schließlich wurde 4. Juni 1927 der Bund der Filmamateure gegründet, dessen Wirkungskreis sich zunächst fast ausschließlich auf Berlin beschränkte, weil hier die meisten Filmamateure jener Zeit lebten. Erster Präsident wurde Joachim Graßmann, der zur gleichen Zeit auch der Deutschen Kinotechnischen Gesellschaft (DKG) vorstand. Bald schon schlossen sich dem Bund Filmgruppen in anderen deutschen Großstädten wie Frankfurt (Main) oder Hamburg an. Ziel des BDFA war es damals, seine Mitglieder zu beraten und die Filme zwischen den angeschlossenen Klubs auszutauschen oder im Rahmen gemeinsamer Veranstaltungen einem öffentlichen Publikum vorzuführen. Gleichzeitig begann der BDFA, Filmwettbewerbe auszurichten.
Die Amateure jener Tage benötigten für ihr Hobby nicht unerhebliche finanzielle Mittel, um Filme und Technik privat anzuschaffen. Dementsprechend war der Amateurfilm in dieser Zeit keine Massenbewegung. Der BDFA zählte 1930 rund 200 Mitglieder. In Folge der Weltwirtschaftskrise, ging der Mitgliederbestand danach zeitweilig auf rund 100 Personen zurück.

### 1933 bis 1945
Anders, als andere Organisationen, wurde der BDFA nach der Machtübernahme durch die Nazis nicht aufgelöst und bestand während der Zeit des Nationalsozialismus weiter. Grund hierfür waren vor allem die Themenfelder, in denen sich die BDFA-Filme zumeist bewegten. So ging es vielen Autoren vor allem um das private Filmen und andere „unpolitische“ Inhalte. Dennoch überlegten die neuen Machthaber, wie sie auch den Amateurfilm für ihre propagandistischen Zwecke nutzbar machen konnten.  Ziel war es, die Amateure „aus der Sphäre der privaten Liebhaberei“ herauszulösen und sie „in die Front des Kulturschaffens“ einzugliedern.
So begann bereits 1933 eine Neuausrichtung des BDFA nach politisch-ideologischen Gesichtspunkten. Damit einher ging eine Umbenennung des Verbandes in Bund deutscher Filmamateure. Gleichzeitig sollte eine direkte Kontrolle des BDFA durch Staats- oder Parteidienststellen ermöglicht werden. Dazu wurden die BDFA-Landesverbände in „Gauverbände des BDFA“ umgewandelt, deren Führung nach und nach in die Hände der Leiter der Gaufilmstellen, der Landesbildstellen oder der Bezirksbeauftragten der Reichsfilmkammer überging. Die Gaufilmstellen ihrerseits waren untergeordnete Parteidienststellen der Reichspropagandaleitung der NSDAP, die Landesbildstellen unterstanden dem Reichsministerium für Wissenschaft, Erziehung und Volksbildung und die Reichsfilmkammer wurde durch das Propagandaministerium geführt. Von 1933 bis 1945 war Hanns Plaumann Geschäftsführer des BDFA. Auch die Wettbewerbe des BDFA wurden zunehmend auf die Ziele der Nazis ausgerichtet, was beispielsweise durch die Auslobung von Sonderpreisen durch offizielle Stellen für Filme im Sinne des Hitler-Regimes deutlich wurde.
Mit der Überwindung der Wirtschaftskrise stiegen auch wieder die Mitgliederzahlen im BDFA. 1936 hatte er erstmals mehr als 1000 Mitglieder, 1937 existierten 27 Gauverbände. Gleichzeitig begann der BDFA, sein Wettbewerbswesen auszubauen. So wurden 1935 in Berlin zum ersten Mal die „Deutschen Amateurfilmfestspiele“ (DAFF) durchgeführt.
Mit der Verflechtung von BDFA- und Partei- oder staatlichen Strukturen gingen auch neue Angebote an die Mitglieder einher. So gab es beispielsweise eine Ermäßigung des Mitgliedsbeitrags für Angehörige der Hitlerjugend. Zudem konnte sich der BDFA auf die Möglichkeiten der Partei- und staatlichen Dienststellen stützen. So wurden Kosten für BDFA-Veranstaltungen zum Teil von diesen Dienststellen übernommen. Gleichfalls verfügten beispielsweise die Gaufilmstellen über ein weites Netz an Vorführmöglichkeiten für eigene Filmprogramme, in denen dann auch BDFA-Film gezeigt wurden.
Neben Schulungen, Technik und einer Möglichkeit für die Vorführung von Filmen konnte der BDFA seinen Mitgliedern so auch Unterstützung bei der Umsetzung von Filmvorhaben anbieten. Filme, die sich durch einen Einzelamateur nicht verwirklichen ließen, konnten gemeinschaftlich und mit der Hilfe von Ämtern und Behörden realisiert werden. So nahm der BDFA auch inhaltlich Einfluss auf die Amateurfilmproduktion und förderte besonders politisch konforme Filmprojekte. Zudem vermittelte er in Einzelfällen auch staatliche bzw. öffentliche Filmaufträge an Einzelamateure oder Klubs.
Gleichsam wurden Filmamateure, die nicht Mitglied im BDFA waren, bei der Ausübung ihres Hobbys behindert. So war die öffentliche Vorführung von Privatfilmen nach 1933 ohne Genehmigung verboten. Wollte ein Amateur seinen Film vor einem größeren Personenkreis oder öffentlich zeigen, musste er den Film der Zensur vorlegen. Bei einer einmaligen Vorführung konnte er die Genehmigung für die öffentliche Vorführung bei den örtlichen Polizeibehörden beantragen. Waren mehrere Vorführungen geplant, war eine Freigabe durch die Filmprüfstelle im Propagandaministerium notwendig. Zu dieser Prüfung musste durch den Autoren unter anderem auch ein der Nachweis arischer Abstammung erbracht werden. Arbeits- und Vorführräume des BDFA hingegen waren als Forschungs- und Bildungsstätten anerkannt und waren als solche nicht von dieser Prüfpflicht betroffen.
Trotz dieser Begünstigungen war der BDFA im Dritten Reich keine Massenorganisation. Den Mitte der 1930er Jahre knapp 1000 BDFA-Mitgliedern standen Schätzungen zufolge etwa 15000 aktive Schmalfilmer in Deutschland gegenüber, die nicht im BDFA organisiert waren. Und in einem Artikel für den Film-Kurier vom 24. Dezember 1941 klagt Hanns Plaumann, dass „nach wie vor immer nur ein Teil der Amateure in der Organisation zusammengeschlossen“ sei, „während der weitaus größere Teil ‚wild’ filmt.“
Mit dem Anschluss Österreichs im März 1938 wurde der 1927 in Wien gegründete Klub der Kinoamateure Österreichs (KdKÖ) als Arbeitsgruppe WIEN des BDFA in den BDFA eingegliedert.
Mit Ausbruch des Krieges wurden die Arbeitsbedingungen für die Filmamateure und damit auch für den BDFA immer schwieriger. Schnell kam es zu Engpässen bei der Versorgung mit Filmmaterial und Geräten. Aufnahmeverbote und Repressalien erschwerten die Arbeit zusätzlich. Zwar stieg die Zahl der BDFA-Mitglieder bis 1941 an, dennoch gingen die Aktivitäten des BDFA zurück. Bis 1942 führte der BDFA noch öffentliche Vorführungen und Wettbewerbe durch, auch wenn  die letzten nationalen Amateurfilmfestspiele in der Zeit des Nationalsozialismus bereits 1941 in Berlin stattfanden. Ab 1943 traten die deutschen Filmamateure als solche kaum mehr in Erscheinung. Stattdessen rekrutierten die Propagandakompanien der Wehrmacht Filmberichterstatter und Frontkameraleute für die Wochenschau aus den Reihen der BDFA-Mitglieder. Dennoch drehten einige Filmamateure während des Krieges oft unter persönlichen Gefahren wichtige historische Filmdokumente. Und auch einige Wehrmachtsoffiziere hatten ohne offiziellen Auftrag ihre Filmkamera mit dabei.

### 1945 bis 1990
1945 wurde der BDFA zunächst aufgelöst. In der Sowjetischen Besatzungszone und später in der DDR entstanden danach neue Strukturen. Mit Unterstützung der Gewerkschaften wurden hier in zahlreichen Betrieben und bei gesellschaftlichen Organisationen Amateurfilmstudios geschaffen, in denen sich Interessierte dem Amateurfilm widmen können, ohne selbst Technik und Filmmaterial anschaffen zu müssen. Deren Aktivitäten wurden im Nationalen Zentrum Amateurfilm der DDR zusammengefasst.
In der Bundesrepublik nahm der Amateurfilm seit den 1950er Jahren einen enormen zahlenmäßigen Aufschwung. Dabei war das Amateurfilmschaffen vor allem vom Einzelamateur geprägt, der Technik und Filme selbst finanziert. Zahlreiche dieser Amateure schlossen sich in Filmklubs zusammen. 1949 wurde der BDFA wiedergegründet, dem in der Folge viele dieser Klubs betraten. 1950 wurden in Braunschweig die ersten Deutschen Amateurfilmfestspiele nach dem Krieg durchgeführt. Mitte der 1960er Jahre zählte der BDFA über 170 Klubs und hatte über 5000 Mitglieder.
Prägendes Filmformat der folgenden Jahrzehnte waren der 8-mm- und der 16-mm-Film. Ende der 1970er, Anfang der 1980er kamen Heim-Videoformate hinzu und verdrängten den herkömmlichen Schmalfilm fast vollständig. Vor diesem Hintergrund benannte sich der BDFA in Bund Deutscher Film- und Videoamateure um, behielt seine Abkürzung allerdings bei.
Im Zuge der politischen Wende in der DDR wurde 1990 dort der Bund der Film- und Videoamateure der DDR (BdFV/DDR) gegründet, der analog zum BDFA in der Bundesrepublik in Landesverbände gegliedert war. So entstand zum Beispiel im März 1990 als einer der ersten in Dresden nach neuem Recht registrierten Vereine überhaupt der Video- und Filmverband Sachsen e. V. Diesen Landesverbänden konnten Nachfolgeeinrichtungen der DDR-Amateurfilmstudios, die meist als Vereine entstanden, beitreten. Aufgrund der politischen und gesellschaftlichen Unsicherheiten in dieser Zeit, machten allerdings nur wenige Amateurfilmgemeinschaften der DDR davon Gebrauch. Viele der bis dahin in der DDR bestehenden Amateurfilmstrukturen zerfielen daraufhin oder wurden durch den Wegfall der Trägerbetriebe und -einrichtungen zerschlagen. Im Zuge der Wiedervereinigung löste sich der BdFV/DDR auf und seine Landesverbände traten dem BDFA bei.

### 1990 bis heute
Durch die weitere Verbreitung der Videotechnik und mit dem Beginn des Digitalen Zeitalters vollzog sich seit dem Ausgang des 20. Jahrhunderts auch im Amateurfilm ein Wandel, der die private Aufzeichnung bewegter Bilder zur „Massenerscheinung“ und den einzelnen Filmamateur unabhängig von aufwändiger und teurer Technik werden ließ. Hinzu kam, dass das Internet neue Möglichkeiten der Veröffentlichung von nichtkommerziellen, mithin privaten Filmen eröffnete. Für den BDFA machte sich das in einem zunehmenden Rückgang der Mitgliederzahlen bemerkbar, der bis heute anhält.
So verlegt der BDFA in den letzten Jahren seinen Schwerpunkt zunehmend auf die Ausrichtung attraktiver Wettbewerbe für ambitionierte Amateure mit professionellem Gestaltungsanspruch und öffnet sich auch für Filmstudenten und andere Filmschaffende mit professionellem Hintergrund, aber ohne kommerzielle Ausrichtung. Im Zuge dieser Entwicklung erhielt der BDFA in den 2000er Jahren seinen heutigen Namen Bundesverband Deutscher Film-Autoren, wobei die Abkürzung BDFA nach wie vor beibehalten wird.

### Präsidenten
- 1927–1935: Johannes Graßmann
- 1935–1945: Karl Melzer
- 1950–1952: Erich Schau
- 1952–1954: Walther Bever-Mohr
- 1954–1955: Josef Mehler
- 1955–1962: Hans Debois
- 1962–1991: Josef Walterscheidt
- 1991–1997: Eckart Stiehl
- 1997–2004: Hansjoachim Stampehl
- 2005–2016: Klaus Werner Voß
- seit 2016: Marcus Siebler

### Ehemalige Mitglieder
Der Regisseur und Kameramann Richard Groschopp begann seine filmische Laufbahn 1929 als Filmamateur und war in den 1930er und 1940er Jahren Mitglied im BDFA. Nach dem Krieg engagierte er sich – neben seiner nun beruflichen Filmarbeit – weiter für den Amateurfilm und leitete zeitweise unter anderem das Nationale Zentrum Amateurfilm der DDR.
Thomas Stellmach aus Straubing, der Animation-Kurzfilm-Oscar-Gewinner des Jahres 1997, hat im BDFA seine Karriere begonnen. Ebenfalls im Amateurfilmer-Verband angefangen haben Andreas Dresen, Regisseur von Sommer vorm Balkon und Halbe Treppe, sowie Sven Taddicken, Pierre M. Krause, Miguel Alexandre (Störtebeker, Die Frau vom Checkpoint Charlie). Auch der Schauspieler Theo Lingen war Mitglied des Vereins.

### ZeitschriftFilm für alle
Bereits vor Gründung des BDFA erschien ab 1927 im Wilhelm Knapp Verlag in Halle (Saale) die Zeitschrift Film für alle, die erste Zeitschrift in Deutschland, die für Amateurfilmer herausgegeben wurde. Anfangs trug sie den vollständigen Titel Film für alle – Monatsschrift für Amateurkinematographie. Mit der Gründung des BDFA übernahm dieser die Herausgabe der Zeitschrift. 1936 fungierte Felix H. Eckardt als Herausgeber. 1938 und in den darauffolgenden Jahren war der BDFA-Geschäftsführer Hanns Plaumann Herausgeber der Zeitschrift, die nunmehr den Titel Film für Alle. Monatsschrift des Amateurfilmwesens, Organ des Bundes Deutscher Filmamateure trug. Bedingt durch den Krieg musste die Zeitschrift Mitte des Jahres 1944 eingestellt werden.
Nach dem Krieg wurde die Zeitschrift in der DDR wiederbelebt und erschien ab Anfang 1956 zunächst mit sechs Ausgaben pro Jahr unter dem Titel Film für alle – Zeitschrift für das Amateurfilmschaffen. Herausgeber war nun das Nationale Zentrum Amateurfilm der DDR, einer der Chefredakteure in dieser Zeit war Richard Groschopp. Die Zeitschrift erschien weiterhin im gleichen Verlag, der jetzt allerdings VEB Wilhelm Knapp Verlag Halle (Saale) hieß und 1958 in VEB Fotokinoverlag Halle umbenannt wurde. Mitte des Jahres 1962 wurde Film für alle mit der im gleichen Verlag erscheinenden Zeitschrift Foto-Falter – Monatsblätter für Freunde der Fotografie zusammengelegt und als Fotokino-Magazin fortgeführt, das 1991 eingestellt wurde.
Die deutsche Amateurfilm-Zeitschrift Film für alle darf nicht mit einer Zeitschrift ähnlichen Titels verwechselt werden, die 1936 in Wien mit nur einer Ausgabe erschien: Film für Alle – Hauszeitschrift des Atlantis-Kino. Diese Zeitschrift wurde mit der ersten Ausgabe gleich wieder eingestellt.

## Vereinszweck
Der als gemeinnützig anerkannte Dachverband verfolgt „ausschließlich gemeinnützige Zwecke durch die vielseitige Förderung und Pflege von Film und Video auf den Gebieten der Kultur, Kunst und Völkerverständigung“ (Auszug aus der Satzung).
Die Mitglieder beschäftigen sich mit dem Medium Film und der Filmgestaltung. Sie stehen untereinander in regem Gedankenaustausch. Unter anderem finden im Rahmen des Vereins regelmäßig Filmabende, Technikabende und andere Informationsveranstaltungen statt.

### Leistungen
Der Verein bietet seinen Mitgliedern u. a. öffentliche Foren für die Vorführung und Besprechung der eigenen Filme, Hilfestellung bezüglich Technik und Gestaltung, Teilnahmemöglichkeiten an Wettbewerben, Teilnahmemöglichkeit an Seminaren, Workshops, Tagungen sowie eine GEMA-Absicherung bei Vorführung der eigenen Filme im Rahmen von verbandseigenen Veranstaltungen.

### Jugendarbeit
Besonderen Wert legt der Verband auf die Förderung und Betreuung junger Autoren, aber auch auf ihre Gewinnung neuer Mitglieder. Darum hat der BDFA eine alljährliche Jugendfilm-Veranstaltung, das Festival Junger Film in Rostock, eingerichtet, an dem sich junge Autoren bis zum 27. Lebensjahr beteiligen konnten, auch wenn sie nicht Mitglied im BDFA waren. Einige ausgewählte Beiträge aus dem Programm dieses Festivals wurden bei den jährlich stattfindenden „Deutschen Film-Festspielen“ (DAFF) der Öffentlichkeit vorgeführt.
Seit 2018 findet die Veranstaltung unter dem Namen Bundesfestival junger Film in St. Ingbert statt. Mit Preisen im Wert von 20.000 Euro gehört es deutschlandweit zu den größten Kurzfilmfestivals und zielt auf Filmschaffende unter 29 Jahren, die eingeladen werden, ihre Filme vor einem Publikum in St. Ingbert zu präsentieren. 2019 zählte das Festival 6.079 Besucher. Ein Höhepunkt ist das Open-Air Kino auf dem St. Ingberter Marktplatz. Zu Gast waren unter anderem der Regisseur Andreas Dresen, der Schauspieler Marc Rissmann aus der Serie Game of Thrones oder Moritz Jahn aus der Netflix-Serie Dark.

## Veranstaltungen

### Wettbewerbe
In der Regel basieren die BDFA-Wettbewerbe auf einer speziellen Wettbewerbsstruktur; dabei qualifizieren sich die einzelnen Produktionen von der untersten Ebene (Klub) über mehrere Stufen (Regionen und/oder Landesverbände) bis zur Bundesebene (nach Kategorien differenzierte Bundesfilmfestivals); bei letzteren werden Gold-, Silber- und Bronzemedaillen vergeben.
Außerdem werden daneben auf Klub-, Landes- und Bundesebene zahlreiche „freie Wettbewerbe“ und „Sonderwettbewerbe“ durchgeführt, zu denen oft „frei“ gemeldet werden kann und zu den zum Teil Filme unabhängig von einer Mitgliedschaft eingereicht werden können. Über die bei diesen Festivals vorgeführten Filme wird in der Regel öffentlich durch eine Jury diskutiert, die dann auch öffentlich über die Vergabe der Preise abgestimmt.
Darüber hinaus informiert der Verein über seine Zeitschrift Film & Video und seiner ständigen 16-seitigen Beilage BDFA-Report seine Mitglieder ständig über weitere nationale und internationale Wettbewerbe und meldet von sich aus ebenfalls Filme und Videos der BDFA-Autoren dort an. Zu diesem Zwecke unterhält der BDFA ein eigenes Referat Internationale Wettbewerbe.

### Deutsche Film-Festspiele
Die Deutschen Film-Festspiele stellen den filmischen und gesellschaftlichen Höhepunkt in jedem BDFA-Jahr dar. Zu ihnen werden herausragende Produktionen in begrenzter Zahl (meistens etwa 50) von den Bundesfilmfestivals sowie von den Sonderwettbewerben eingeladen. Von diesen Arbeiten wiederum werden durch den BDFA die für ein internationales Publikum geeigneten Produktionen zu den Weltfilmfestspielen UNICA gemeldet, die ebenfalls einmal im Jahr stattfinden.
Mehr als 500 nationale und internationale Gäste reisen alljährlich zu den DAFF, bei denen als höchste Auszeichnung des Verbandes alljährlich sieben Obelisken als BDFA-Filmpreise vergeben werden.

### Weltfilmfestspiele UNICA
Alljährlich beteiligt sich der Verein mit einer Auswahl der besten Arbeiten seiner Mitglieder an den Weltfilmfestspielen UNICA.